# Tithraustes subalbata
Tithraustes subalbata är en fjärilsart som beskrevs av Paul Dognin 1904. Tithraustes subalbata ingår i släktet Tithraustes och familjen tandspinnare. Inga underarter finns listade i Catalogue of Life.